# Julián Abitia
Julián Abitia fue un militar y político mexicano. Fue contemporáneo a la Revolución mexicana por lo que inició su carrera revolucionaria en 1913, bajo las órdenes del General Álvaro Obregón. En 1920, desconoció al gobierno de Venustiano Carranza. Fue gobernador del distrito sur de Baja California así como del entonces estado de Quintana Roo. 